# Jäkäläkangas
Jäkäläkangas este o arie protejată (arie specială de conservare — SAC, sit de importanță comunitară — SCI) din Finlanda întinsă pe o suprafață de 224 ha, integral pe uscat.

## Localizare
Centrul sitului Jäkäläkangas este situat la coordonatele 63°16′29″N 30°44′00″E / 63.2747°N 30.7333°E.

## Înființare
Situl Jäkäläkangas a fost declarat sit de importanță comunitară în august 1998 pentru a proteja 2 specii de animale. Situl a fost protejat și ca arie specială de conservare în aprilie 2015.

## Biodiversitate
Situată în ecoregiunea boreală, aria protejată conține 7 habitate naturale: Lacuri și iazuri distrofice naturale, Cursuri de apă de la nivel de câmpie la nivel montan, cu vegetație Ranunculion fluitantis și Callitricho-Batrachion, Turbării active, Mlaștini turboase de tranziție și turbării mișcătoare, Pante stâncoase silicioase cu vegetație casmofită, Taiga vestică, Mlaștini împădurite.
La baza desemnării sitului se află mai multe specii protejate de  nevertebrate (2): Boros schneideri, Stephanopachys linearis.
Pe lângă speciile protejate, pe teritoriul sitului au mai fost identificate 6 specii de păsări, 4 specii de nevertebrate, 5 specii de pești.